# Saint-Aubin-des-Préaux
Saint-Aubin-des-Préaux är en kommun i departementet Manche i regionen Normandie i norra Frankrike. Kommunen ligger i kantonen Granville som tillhör arrondissementet Avranches. År 2022 hade Saint-Aubin-des-Préaux 475 invånare.

## Befolkningsutveckling
Antalet invånare i kommunen Saint-Aubin-des-Préaux
| Referens: INSEE |